# Helmut Hudel
Helmut Hudel (4 de julho de 1915 - 11 de março de 1985) foi um oficial alemão que serviu no Deutsches Heer durante a Segunda Guerra Mundial. Foi condecorado com a Cruz de Cavaleiro da Cruz de Ferro com Folhas de Carvalho.

## Condecorações
| Cruz de Ferro (1939) 2ª Classe                                   | 2 de julho de 1941  |
| Cruz de Ferro (1939) 1ª Classe                                   | 21 de julho de 1941 |
| Medalha da Frente Oriental                                       | 8 de agosto de 1942 |
| Distintivo Panzer                                                |                     |
| Cruz de Cavaleiro da Cruz de Ferro                               | 27 de maio de 1942  |
| Cruz de Cavaleiro da Cruz de Ferro com Folhas de Carvalho nº 219 | 2 de abril de 1943  |